# Morskoj batal'on
Morskoj batal'on (Морской батальон) è un film del 1944 diretto da Aleksandr Michajlovič Fajncimmer e Adol'f Minkin.